# Эллис, Джастин (футболист)
Джа́стин Э́ллис (англ. Justin Ellis; родился 14 мая 2007, Филадельфия) — американский футболист, нападающий клуба MLS «Орландо Сити».

## Клубная карьера
Выступал за юношеские команды клубов «Интер Майами» и «Орландо Сити». В мае 2025 года был включён в основной состав «Орландо Сити». 14 мая 2024 года дебютировал в MLS в матче против клуба «Шарлотт».

## Карьера в сборной
В 2024 году дебютировал за сборную США до 18 лет.